# ببر تسماني
الببر التسماني (كما يعرف بسبب الخطوط المميزة على ظهره) أو الذئب التسماني أو الثايلسين (باللاتينية: Thylacine، من تسميته الثنائية: Thylacinus cynocephalus بمعنى «الجرابيّ ذي رأس الكلب») هو حيوان لاحم منقرضٌ كان أكبر نوعٍ معروف من مجموعة الدصيورات خلال عصر الهولوسين. لم يكن يعيش هذا الحيوان إلا على قارة أستراليا والجزيرتين القريبتين منها تسمانيا وغينيا الجديدة، ويعتقد أنه انقرض خلال القرن العشرين. كان الببر التسماني آخر نوعٍ معروف من فصيلة الثايلسينيات، التي عثر على أحافير لها تعود حتى العصر الميوسيني.
كان الثَّيلسين قد أصبح بالغ الندرة أو منقرضاً تماماً على البر الرئيسي لأستراليا قبل الاستيطان الأوروبيّ، لكنه نجا على جزيرة تسمانيا النائية، مثله في ذلك مثل أنواعٍ أخرى متوطنة بالقارة، كشيطان تسمانيا. يُعزى انقراض هذا النوع إلى الصيد الجائر لاقتنائه كحيوان نادر ولفراءه، غير أن الأمراض وإدخال الكلاب الأسترالية إلى موائله الطبيعية وزحف المستوطنات البشرية إليها قد تكون كلّها ساهمت في انقراضه. بالرغم من تصنيفه رسمياً كحيوان منقرض، إلا أنه توجد بلاغات عن مشاهدات له، غير أن أياً منها لم يثبت بدليلٍ قاطع.

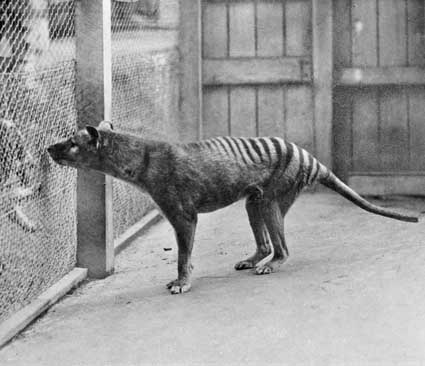
صورة للببر بنجامين آخر ببر تسماني معروف التقطت قبل وفاته بيوم سنة 1933

تشير الدلائل المعروفة إلى أنَّ الببر التسماني كان حيواناً خجولاً نسبياً يبتعد عن البشر وليليَّ النشاط، يتخذ بصورةٍ عامة مظهر كلب متوسط إلى كبير الحجم، رغم تميّزه عن الكلاب بذيله القوي وبطنه الجرابي والخطوط الفريدة التي تغطّي ظهره وذيله، التي منحته لقب الببر.
مثل ببور وذئاب نصف الكرة الشمالية، كان الثيلسين مفترس قمّة، أي أنه على قمة الهرم الغذائي بلا مفترسات له، إلا أنه لا يتصل بقرابة لأي منها وتشابهه معها في الشكل (الذي تسبب في إطلاق بعض أسمائه الشائعة) هو تطور تقاربي. يعتقد أن أوثق أقربائه الأحياء من الحيوانات هو شيطان تسمانيا والنمبات. كان الببر التسماني واحداً من نوعين وحيدَين من الشقبانيات لديهم جرابٌ لحمل الصغار عند كلا الجنسين (الآخر هو بوسوم الماء). كان جراب الذكر يحمي أعضاءه التناسلية الخارجية أثناء جريه في الأحراش الكثيفة.
يتم العمل حالياً على محاولة استنساخ الببر التسماني لإعادته إلى الحياة، وهو موضوع خصبٌ لتجارب الاستنتساخ كونه حيواناً انقرض حديثاً رغم امتيازه بتوافر العديد من العينات جيّدة الحفظ له.

## التطور

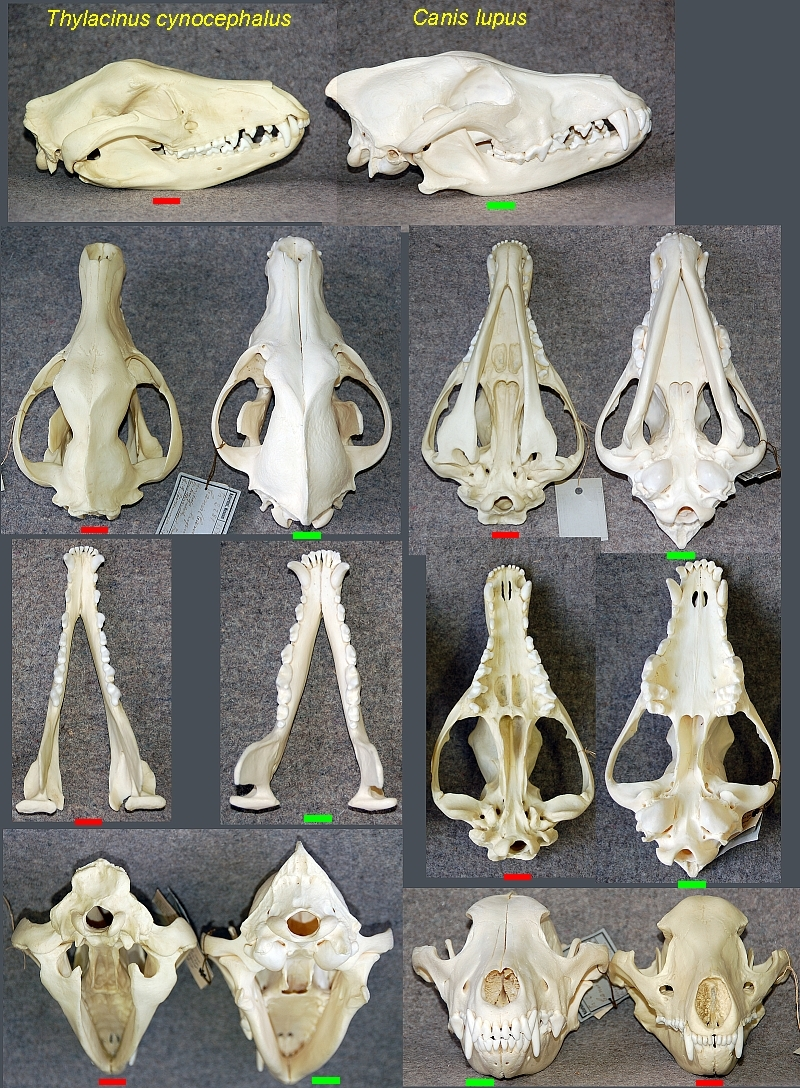
جماجم الببور التسمانية (يساراً) والذئاب الرمادية متشابهة جداً، رغم أنَّ النوعين لا يرتبطان ببعضهما إلا بقرابةٍ تطورية بعيدة. أظهرت الدراسات أن شكل جمجمة الثعلب الأحمر أكثر شبهاً حتى من جمجمة الذئب الرمادي بالببور التسمانية.

ظهر الببر التسماني الحديث أول مرة قبل 4 ملايين عام، وأما أقربائه من فصيلة الببور التسمانية فقد ظهروا منذ مطلع العصر الميوسيني قبل أكثر من عشرين مليون عام. عثر منذ تسعينيات القرن العشرين على مستحاثات ما لا يقل عن سبع أنواعٍ منقرضة من الفصيلة في منطقة ريفرسلي بحديقة لوون هل الوطنية في شمال غرب كوينزلاند الأسترالية. أقدم هذه الأنواع السبعة من حيث الفترة التي ظهر فيها هو ببر دكسون التسماني (Nimbacinus dicksoni)، إذا يعود تاريخ نشأته إلى 23 مليون عام، وقد كان أصغر بكثيرٍ في حجمه من أقربائه الآخرين، كالببر التسماني المنقرض حديثاً. من جهةٍ أخرى، فإن أكبر أنواع الفصيلة هو الببر التسماني القويّ (Thylacinus potens)، إذ وصل حجمه إلى حجم ذئب، وكان النوع الوحيد من فصيلته الذي لم ينقرض حتى نهاية عصر الميوسين. بدأ الببر التسماني الحديث بالانتشار في أستراليا وبابوا غينيا الجديدة بحلول أواخر عصر البلستوسين ومطلع العصر الهولوسيني، إلا أنَّه لم يوجد قطّ بأعدادٍ كبيرة.
يمثّل الببر التسماني مثالاً على ظاهرة التطور التقاربي، إذ أنَّ يتشابه بنواح عديدة مع أنواع فصيلة الكلبيات في نصف الأرض الشمالي، مثل أسنانه الحادَّة وفكَّيه القويَّين ومشيه الإصبعي والبنية الجسدية. وبما أنَّ الببر التسماني كان يمثل في أستراليا نفس النمط الحياتي الذي تمثّله الكلبيات بالقارات الأخرى، فقد كان من الطبيعي أن يُطوِّر سماتٍ شبيهة بها. مع ذلك، فإن السلسلة التطورية للببور التسمانية غير مرتبطة بكلبيات نصف الأرض الشمالي:

## الاكتشاف والتصنيف

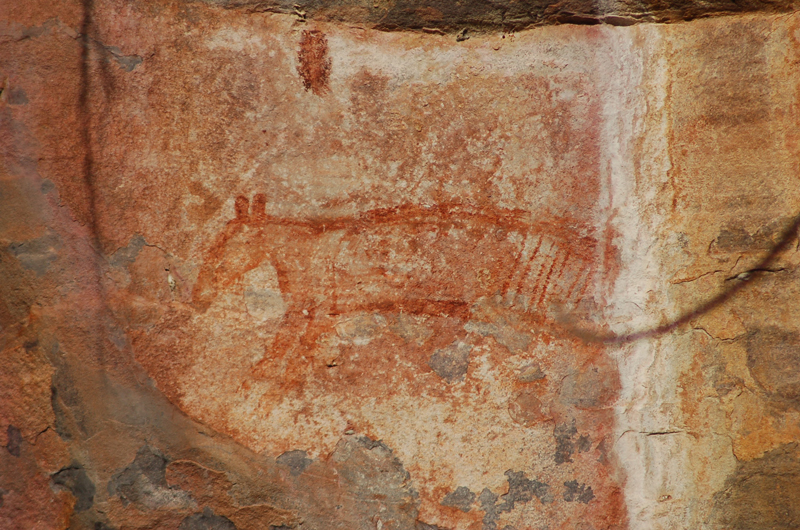
رسم للببر التسماني على جدار كهفٍ في أستراليا.

عثر في أستراليا على العديد من نقوش ورسومات الكهوف التي تصوِّر الببور التسمانية، منها ما يعود على الأقلّ إلى عام 1,000 ق.م. اكتشفت مثل هذه النقوش قبل التاريخية على صخرة دامبير في شبه جزيرة بوروب غربيَّ أستراليا. رغم ذلك، فقد كانت هذه الحيوانات منقرضةً بالفعل في قارة أستراليا عندَ وصول المستكشفين الأوروبيين، فيما أصبحت نادرةً في جزيرة تاسمانيا. تعرَّف الأوروبيون على الببر التسماني منذ سنة 1642 على الأقلّ، عندما وصل أبل تاسمان أول مرة إلى الجزيرة، حيث كانت من أولى ملاحظاته رؤية آثار أقدامٍ لـ«وحوش برية تبدو مخالبها شبيهة بمخالب الببور». كما ذكر المستكشف الفرنسي مارك-جوزف ماريون دو فريسن رؤيته «قطة نمرية» عقبَ نزوله في الجزيرة سنة 1772. رغم ذلك، ليس من المؤكَّد ما إذا كان المعنيُّ بهذه الإشارة هو الببر التسماني فعلاً، نظراً إلى أنَّ الوصف يشابه أيضاً صفات الدصيور الببري. كانت أول مرة مؤكدة يصادف فيها المستكشفون الفرنسيون ببراً تسمانياً في 13 مايو سنة 1792، وذلك وفق رواية عالم الطبيعة جاكويز لابيلارديري في إحدى المجلات العلمية. إلا أنَّه لم يوجد وصف مفصَّل للحيوان حتى إقدام محافظ تسماني وليام باترسون على إرسال واحدٍ في مجلة سيدني غازيت (Sydney Gazette).

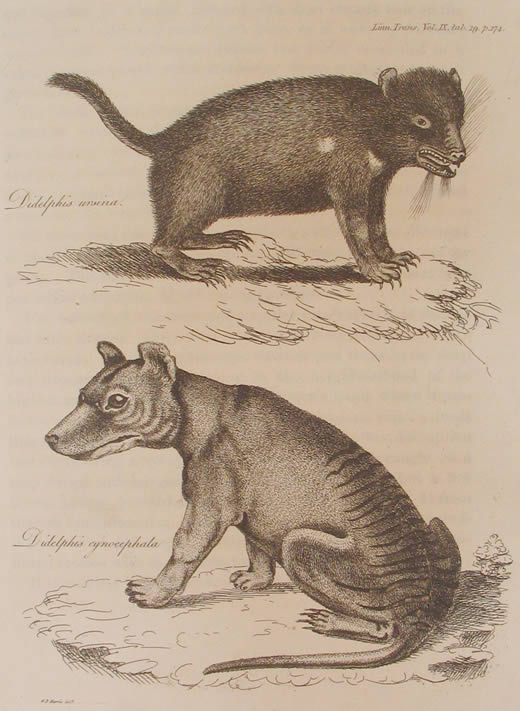
شيطان وببر تسمانيَّان بجانب بعضهما بعضاً، وكلاهما موصوفان بأنَّهما من أنواع جنس الدصيور (Didelphis)، وذلك وفق وصف هارس لسنة 1808. كان هذا أول رسمٍ أوروبي يظهر ببراً تسمانياً في التاريخ.

وُضِعَ أول وصف علمي مفصَّل للببر التسماني على يد نائب مسؤول مسح الأراضي في تسمانيا جورج هارس سنة 1808، بعد خمس سنواتٍ من أول استيطان أوروبي في الجزيرة. كان هارس قد صنَّف الببر التسماني أولاً ضمن جنس الأبوسوم الأمريكي الضخم (Didelphis)، وهو جنسٌ يضم عدداً من أنواع الأبوسوم الضخمة في الأمريكيَّتين كان قد ابتكره كارولوس لينيوس، وكان الاسم العلمي الثنائي للببر التسماني آنذاك Didelphis cynocephala، أي «الأبوسوم كلبيُّ الرأس». فيما بعد، أدرك العلماء أنَّ الدصيورات الأسترالية كانت بالواقع مجموعةً مختلفة جذرياً عن باقي مجموعات الثدييات، فأعيد تصنيفها على هيئتها الحديثة ضمن فصيلة مستقلَّة، وفي سنة 1796 أضاف الأحيائي إيتيان جوفري سانت هيلار جنساً جديداً إليها باسم الدصيور، ووضع ضمنه الببر التسماني سنة 1810. إلا أنَّ اسم جنس الدصيور العلمي كان خليطاً من اللغتين الإغريقية واللاتينية، فغُيِّر بسبب ذلك إلى cynocephalus. أخيراً، تقرَّر فصل الببر التسماني عن باقي الدصيورات إلى جنسٍ خاصٍّ به سنة 1824 على يد تيمينك، وهو جنس الببر التسماني (Thylacinus)، ويأتي هذا الاسم من الكلمة الإغريقية θύλακος (نقحرة: ثيلاكوس)، أي «رزمة» أو «مجموعة».

## الوصف

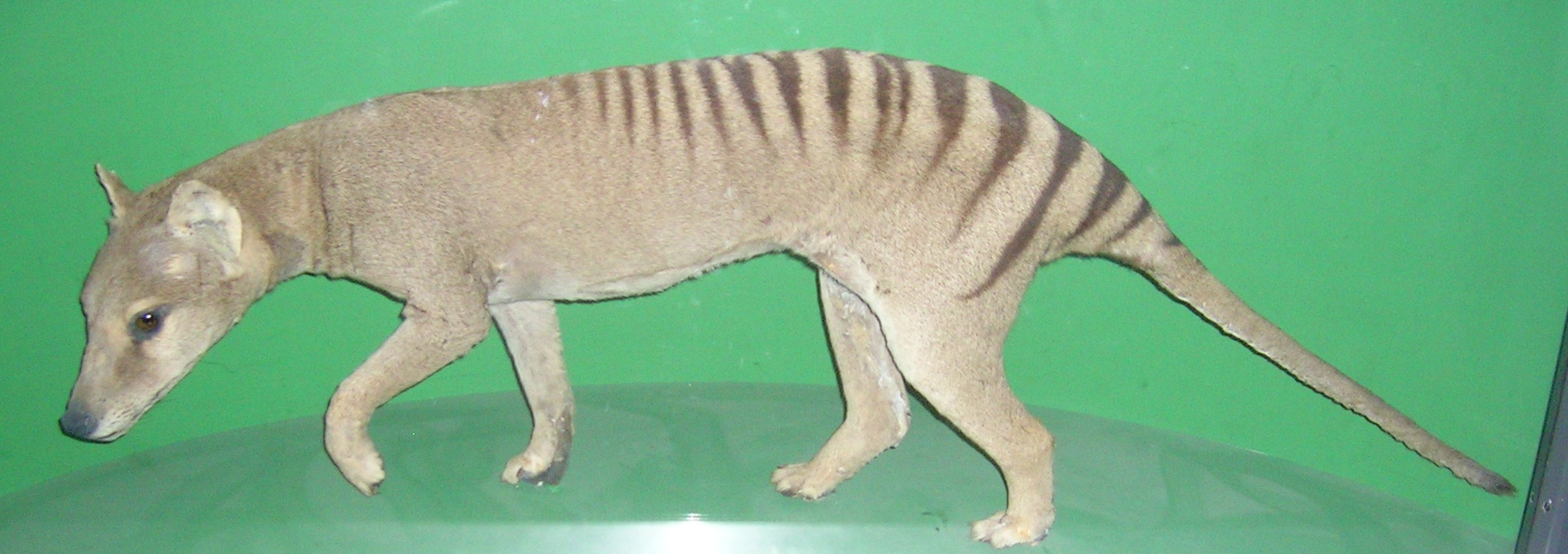
مجسَّم في متحف أوسلو، يظهر ألوان هذه الحيوانات.

تختلف أوصاف الببور التسمانية عن بعضها البعض، إذ لا يمكن التعرٌّف عليها الآن إلا من خلال مشاهدات العلماء السابقين، إضافةً إلى أنواع الشقبانيات الباقية، وسجلات الأحافير، وبقايا الجلد والهيكل العظمي الباقية، والصور البيضاء والسوداء القديمة، وبعض الأفلام المصوَّرة لها في الأسر.
كانت تعد الببور التسمانية أكبر الحيوانات المفترسة في قارة أستراليا حتى 3,500 سنة خلت. كانت تشبه في شكلها كلباً ضخماً ذا شعرٍ قصير، له ذيل قويٌّ يتفرَّع بالتدريب من جسده بأسلوبٍ يشابه ذيل الكنغر. كما قد شبَّهها الكثير من المستوطنين الأوروبيين بالضباع، ورسموا رسوماتٍ تقارن بينهما. كان لون شعر الببر التسماني أصفر بنياً، يقطعه 13 إلى 21 خطاً أسود في مناطق تتراوح من بداية ذيله إلى فخذه وظهره، ومن هنا جاءت تسمية الببر. كانت هذه الخطوط أكثر وضوحاً عند صغار هذه الحيوانات، فيما تستمرُّ بالبهوت مع تقدمها في السنّ. أما شعر جسدها فقد كان كثيفاً وناعماً، وقد يصل طوله حتى 15 سنتيمتراً، وفي حالة الصغار فإن نهاية الذيل تحمل كتلة كثيفةً من الشعر. كانت لها آذانٌ دائرية الشكل بطول نحو 8 سنتيمترات، يغطّيها الفرو القصير. تراوح لون جسد الحيوان من البني الفاتح الفاقع إلى الغامق، فيما كان البطن يميل إلى اللون الأبيض.
تراوح طول الببور التسمانية البالغة من 100 إلى 130 سنتيمتراً، إضافةً إلى ذيل بلغ طوله 50 إلى 65 سنتيمتراً. يبلغ طول أكبر ببر تسماني سُجِّل على الإطلاق نحو 290 سم من الأنف إلى الذيل. أما على صعيد الارتفاع فقد بلغ 60 سم، وتراوح وزنها من 20 إلى 30 كغم. تمتاز هذه الحيوانات بشيءٍ من مثنوية الشكل الجنسية، إلا أنَّ الذكور أكبر قليلاً من الإناث عادة.
كانت لإناث الببور التسمانية أربع غدد ثديية، لكن وعلى عكس الكثير من الدصيورات الأخرى فقد كانت تتجه هذه الغدد نحو مؤخرة الجسد. وأما الذكور فقد كانت لها غدد صفنية تمتاز بها بين الدصيورات الأسترالية، حيث يمكنها أن تسحب إليها صفنها.
امتازت هذه الثدييات بقدرتها على فتح أفواهها إلى حدٍّ غير معتاد، حيث يمكن أن تفغر فكَّيها بمقدار 120 درجة.ويمكن ملاحظة هذه الميزة جزئياً في فيديو قصير بالأبيض والأسود التقطه ديفيد فلي سنة 1933 لببر تسماني بالأسر. كانت فكوك هذه الحيوانات كثيرة العضلات، إلا أنَّها رغم ذلك ضعيفة، وفيها 46 سناً.

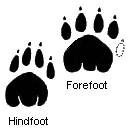
من السهل تمييز آثار أقدام الببور التسمانية عن آثار الحيوانات الأسترالية الأخرى.

يمكن تمييز آثار أقدام الببر التسماني عن آثار الحيوانات الأسترالية الأصلية أو المستقدمة الأخرى، فعلى سبيل المثال: قدما الببر التسماني الخلفيتان كبيرتان جداً، كما أن آثار أقدامه الأربعة تكون دائماً شديدة الوضوح ومرتَّبة على خطٍّ واحدٍ تقريباً، وهذا على عكس العديد من الحيوانات الشبيهة به مثل الثعالب والقطط والكلاب والومبت والشيطان التسماني. كانت أقدام الببر التسماني الخلفية والأمامية متشابهة، إلا أنَّ الأولى كانت بها أربع أصابع والثانية خمس. ولم يكن بإمكان هذه الحيوانات سحب مخالبها عند عدم الحاجة إليها.
أشارت الدراسات العلمية الأولى إلى أنَّ حاسة شمّ هذه الحيوانات كانت قوية جداً، بحيث كانت قادرةً على مطاردة فرائسها مستعينةً بها، إلا أنَّ الدراسات الحديثة لبنية دماغ الببر التسماني كشفت أنه كان يفتقر إلى بصلات الشم. من ثمَّ، يرجِّح العلماء أنه اعتمد على حاستي البصر والسَّمع عوضاً عن الشم. تفيد بعض الشهادات بأنه كانت لهذه الثدييات رائحةٌ قوية مميزة، فيما وصفتها شهادات أخرى بأنها خفيفة ونقية، بينما أفاد البعض بأنه لا رائحة لها على الإطلاق. ومن المحتمل أن الببر التسماني -مثل قريبه الشيطان التسماني- كان يطلق رائحةً ما عندما يستثار.
تشتهر الببور التسمانية بأن مشيتها كانت غريبة تعطي انطباعاً متعالياً وأبله إلى حدٍّ ما، ممَّا جعلها غير قادرة على العدو بسرعةٍ كبيرة. كان بإمكانها الوثب على ساقين بأسلوبٍ مشابه للكنغر، كما فعلت الببور التسمانية في الأسر كثيراً. ويعتقد بعض العلماء أن الببور التسمانية استعملت هذه الوثبات لزيادة سرعتها عندما احتاجت إلى ذلك. كان بإمكانها أيضاً الوقوف على ساقين لفترةٍ قصيرة أحياناً.
وفق بعض الشهادات، كانت هذه الحيوانات تنبح عندما تستثار، سواء في الأسر أو البرية، وكثيراً ما ترافق ذلك إشارات تهديدٍ أخرى. أما خلال الصيد فإنها تطلق سلسلةً متكررة من الصيحات الصادرة من البلعوم الأشبه بالسعال، وصفت بأنها تشبه «يِب-وَب» و«هوب هوب هوب»، وقد يكون الغرض منها التواصل مع باقي أفراد القطيع. كما كانت لها أصواتٌ أخرى تستعملها للتواصل مع الببور التسمانية الأخرى.

## البيئة والسلوك

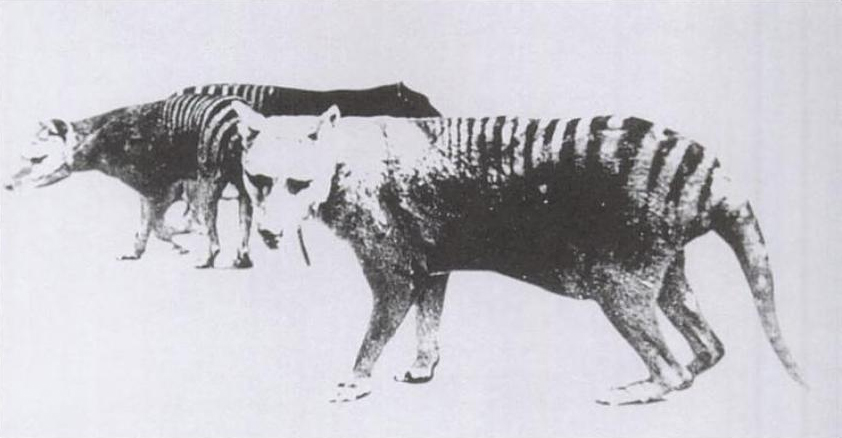
إحدى الصورتين الوحيدَتين المعروفَتين لببر تسماني يحمل جرابه البطني صغاراً، التقطت في حديقة أديلايد سنة 1889.

لا تتوفَّر الكثير من المعلومات عن أسلوب حياة الببور التسمانية، إذ أنها انقرضت قبل إجراء ما يكفي من البحوث عنها. قد تكون فضَّلت السكن في غابات ومستنقعات ومروج الكينا الجافَّة بقارة أستراليا. ظهرت هذه الحيوانات على رسومات الكهوف والصخور التي وضعها الأستراليون القدماء في مختلف أنحاء قارة أستراليا وجزيرة غينيا الجديدة، ممَّا يدلُّ على عيشها هناك في الماضي. كما عثر على دلائل ملموسةً لوجود الببور التسمانية بالماضي في القارة الأسترالية، إذ اكتشفت جثث جافَّة في كهف بصحراء نولاربور غربيّ أستراليا سنة 1990، وكشف التأريخ بالكربون المشع أن عمرها نحو 3,300 سنة.

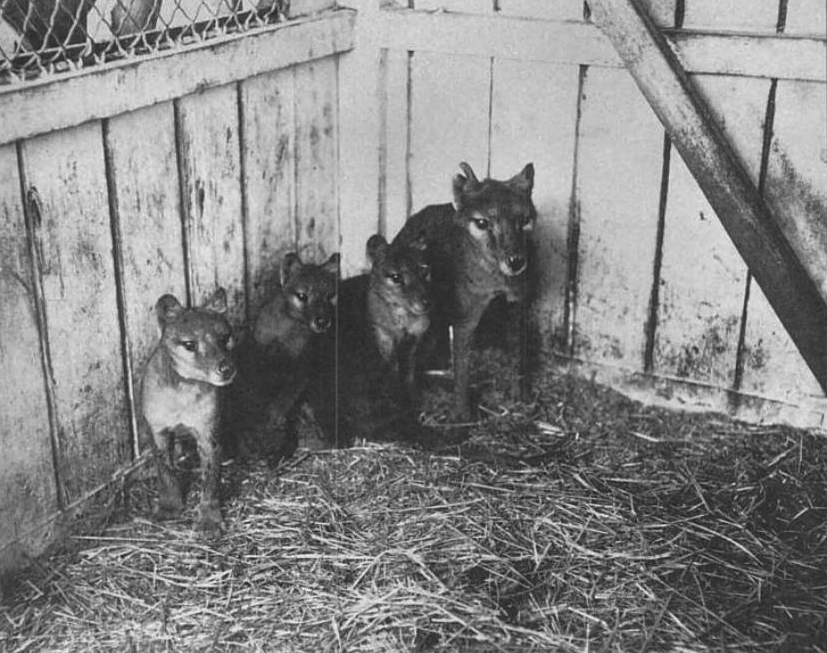
عائلة ببور تسمانية في حديقة حيوان بوماريس بمدينة هوبارت سنة 1909.

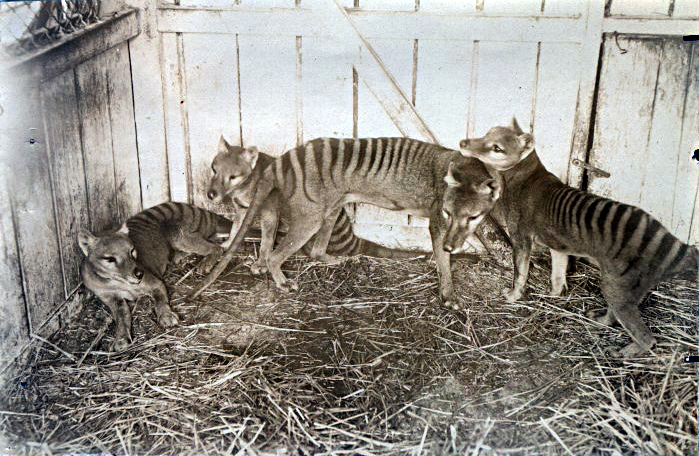
عائلة ببور تسمانية في حديقة حيوان بوماريس بمدينة هوبارت سنة 1910.

من جهةٍ أخرى، كانت تفضل هذه الحيوانات في جزيرة تسمانيا العيش في الأحراش الواقعة بوسط الجزيرة وعلى سهلها الساحليّ، إلا أنَّ هذه المناطق نفسها كانت المستقرَّ الأخير للمستوطنين البريطانيين الذين كانوا يبحثون عن أرضٍ مناسبةٍ لترعى فيها ماشيتهم. قد تكون الخطوط التي تميّز الببور التسمانية ساعدتها على التموُّه وسط الغابات والأحراش، وقد تكون استعملت أيضاً كعلامة للتعرُّف على الأفراد، مثلما تستعمل الأصوات وشكل الوجه. تراوحت مساحة منطقة الحيوان عادةً من 40 إلى 82 كم2، لكن يبدو أنها لم تدافع عن حدود مناطق سكناها بصرامة، فقد كانت تشاهَد أحياناً في مجموعاتٍ أكبر من أن تكون محض أسر.
كانت الببور التسماني صيَّاداتٍ روامسية وشفقية، إذ تقضي ساعات النهار في الكهوف الصغيرة أو تجاويف الأشجار، على عشٍّ من الأغصان واللحاء وأعساف السرخس، أو تسعى إلى التلال والغابات الأخرى بحثاً عن ملجأ، أما بعد حلول الظلام فإنها تنزل إلى السهول الساحلية للحصول على الطعام. لاحظ أوائل العلماء أنَّ الببور التسمانية هي حيوانات خجولة تميل إلى الاختباء، وهي تشعر بوجود البشر فيما حولها وتتجنَّبهم قدر الإمكان، رغم ذلك فقد حصل أحياناً وأن أظهرت سلوكاً فضولياً اتجاه الإنسان. كانت ثمَّة آنذاك الكثير من الانطباعات على أن هذه الحيوانات ذات طبيعة مفترسة عدائية، إلا أن ذلك غالباً بسبب خطرها على الماشية والزراعة لا على البشر أنفسهم.
تشير بعض الأدلة إلى أن هذه الحيوانات كانت تتكاثر في أيّ وقتٍ من العام، إذ كانت تشاهَد جراؤها في جميع أوقات السنة، إلا أنَّ ذروة موسم التزاوج كانت مع ذلك في فصلي الشتاء والربيع. كانت تنجب في كل مرة ما يصل إلى أربع جراء (وفي الغالب اثنين أو ثلاثة)، وتعيش هذه في جرابٍ مع أمّها لمدة تصل إلى ثلاثة شهور، وهي تظلُّ في حماية أمها -حتى بعد ترك الجراب- إلى أن تبلغ ما لا يقلّ عن نصف حجم الحيوان البالغ. حالما تولد الجراء تكون عمياء وبدون شعر، وهي لا تترك الجراب حتى تفتح أعينها وتصبح مكسوَّة بالفرو بالكامل. ومع ذلك فإنها ستظلُّ لفترةٍ طويلة تختبئ في العش بينما تذهب أمها لجلب الصيد لها. لم يحدث سوى مرة واحدة أن تكاثر ببر تسماني تكاثراً ناجحاً في الأسر، وذلك في حديقة حيوانات مبلورن سنة 1899. يقدر عمرها في البرية بنحو 5 إلى 7 سنوات، مع أن بعضها عاشت في الأسر حتى عمر 9 سنوات.

### الغذاء

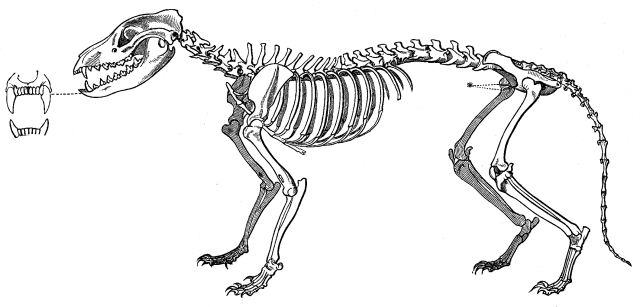
توحي دراسات هيكل الحيوان العظميّ بأنه اعتمد أثناء الصيد على القوة أكثر من قدرة المطاردة.

مع أنَّه توجد طرقٌ يمكن استعمالها لتحديد الغذاء الذي كانت تعتمد عليه الببور التسمانية، إلا أنَّها ليست حاسمةٌ وواضحة كثيراً، ولا زالت موضع جدلٍ كثير بين العلماء. نُشرت سنة 2001 دراسة تعطي فكرةً جيّدة عن طبيعة الغذاء الذي عاشت عليه هذه الحيوانات، فبناءً على فحص نوعيَّة أسنان الببور التسمانية وآثارها البيوكيميائية المتبقّية، توصل الباحثون إلى أنَّ هذه الثدييات كانت مفترساتٍ قوية، تغذَت على لحم الحيوانات الفقارية متوسطة وكبيرة الحجم في بيئتها. تظهر الدلائل أن الببور التسمانية كانت لاحمةً حصراً، ولم تتغذى على أيّ شيءٍ آخر. فقد كانت معدتها عضلية وقادرةً على الانتفاخ لاستيعاب كميات كبيرة من الطعام، وهو تكيُّف قد يكون هدفه القدرة على البقاء أثناء فترات الجفاف التي يكون الحصول فيها على الصَّيد صعباً. تظهر دراسات الهيكل العظمي ومراقبة هذه الحيوانات في الأسر أنها كانت تعتمد في الصيد على إستراتيجية استهداف فريسة واحدة ومطارتها حتى تُنهَك قواها. من جهةٍ أخرى، يعتقد بعض الباحثين أنَّ الببور التسمانية كانت تصطاد في جماعات عائليَّة صغيرة، حيث تظهر السجلات أنها كانت تعتمد إستراتيجية الصيد بالمباغتة التي تتطلَّب مشاركة جماعة.
بسبب انقراض الببور التسمانية، فإنَّ القليل معروفٌ -بطبيعة الحال- عن سلوكياتها الغذائية. يعتقد أن من بين الطرائد التي تغذَّت عليها الكناغر والولب والومبت والطيور، إضافةً إلى حيواناتٍ صغيرة كالبوسوم. كما قد يكون أحد الحيوانات التي تغذَت عليها الدرميس التسماني، فالدرميس هو طائر كبير الحجم لا يستطيع الطيران، تشارك مع الببور التسمانية نفس بيئتها قبل أن يصطاده البشر حتى الانقراض بحلول سنة 1850، في فترةٍ تصادفت مع انحدار أعداد الببور التسمانية ذاتها. وقد كانت المفترسات الأخرى في بيئة هذه الحيوانات من كلاب أسترالية وثعالب تتغذى هي الأخرى على طيور الدرميس. كانت تفترس الببور التسمانية أيضاً -حسب المستوطنين الأوربيِّين- أغنام ودواجن المزارعين للحصول على الغذاء. طوال القرن العشرين، كان يَنظُر عامَّة الناس إلى هذه الحيوانات على أنَّها مصَّاصات دماء، وهي قصة يعتقد أنَّ أول من نشرها كان مزارعاً محلياً يُدعَى جوفري سميث (1881-1916). عندما وضعت الببور التسمانية في الأسر، كانت تُقدَّم إليها أغذية مختلفة، بينها جيف الولب والأرانب ولحم البقر والضأن والحصان وأحياناً الدواجن. نشر عالم الطبيعة التسماني المعروف مايكل شارلند (Michael Sharland) سنة 1957 مقالاً تحدَّث فيه عن ببر تسماني في الأسر رفض أن يأكل لحم الولب الذي قُدِّم إليه، وعزفَ بالمثل عن قتل ولب حاول راعوه تقديمه له، لكنه قبل في آخر الأمر أكل وجبته بعد أن وضعت قرب أنفه رائحة دماء ولب مقتولٍ تواً.
وجدت دراسة أجرتها جامعة نيو ساوث ويلز في سنة 2011 -باستعمال نماذج حاسوبية متطوّرة- أنَّ فكوك هذه المفترسات كانت بحقيقة الأمر ضعيفةً إلى حدٍّ صادم. ففي العادة، تقتات الحيوانات المفترسة على طرائد بحجمٍ مقاربٍ لحجمها هي نفسها، إلا أنَّ هذه الدراسة وجدت أنَّ الببر التسماني البالغ الذي يزن نحو 30 كيلوغراماً، لم يكن قادراً على افتراس أي حيوانٍ يتعدَّى وزنه قليلاً 5 كيلوغرامات. لذلك، يعتقد الباحثون القائمون على الدراسة أن الببور التسمانية تغذَّت دوماً على حيواناتٍ صغيرة جداً مثل البندقوط والبوسوم، ممَّا وضعها في منافسة مباشرة مع مفترسات أستراليَّة أخرى مثل الشيطان التسماني والدصيور الببري. بناءً على هذه النتائج الجديدة، من المحتمل أن الببور التسمانية كانت شديدة الحساسية لأيّ تغيرات صغيرة في نظامها البيئي.
مع أنَّ العديدين ينظرون إلى الذئب الرمادي الحديث على أنَّه نظيرٌ للببر التسماني، إلا أنَّ بعض الدراسات الجديدة تقترح أن الببور التسمانية كانت تعتمد بالحقيقة إستراتيجية الصيد بالمباغتة، على عكس الذئاب التي تصطاد بالمطاردة.

## الانقراض

### الانقراض على أستراليا

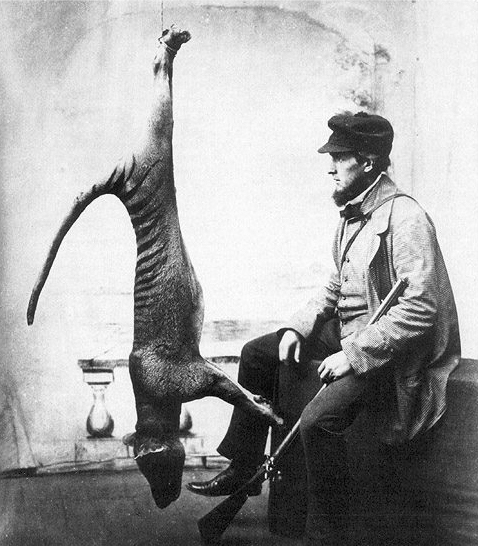
ببر تسماني مَصِيد 1869.

من المرجَّح أن الببور التسمانية انقرضت على كتلة أستراليا القارية منذ نحو 2,000 سنة مضت، وقد تكون انقرضت قبل ذلك بفترةٍ في جزيرة بابوا غينيا الجديدة شمالي أستراليا. يعتقد العلماء أنَّ سبب هذا الانقراض يرجع بالأصل إلى منافستها مع سكان أستراليا الأصليين والكلاب الأسترالية المجتاحة التي كانت تعيش في المنطقة وقتها. رغم ذلك، يشكّك بعض الباحثين في أهمية دور الكلاب الأسترالية بانقراض الببور التسمانية، حيث أنَّ الكلاب الأسترالية حيوانات تعتمد على الصيد أثناء النهار، بينما تعتمد الببور التسمانية على الصيد أثناء الليل. إضافةً إلى ذلك، فإن أجساد هذه الحيوانات أكثر قوَّة وتحمُّلاً، مما كان ليعطيها الأفضلية في أي مواجهةٍ لببر واحد ضد كلب واحد. أظهرت دراسات شكلية حديثة لجماجم الببور التسمانية والكلاب الأسترالية أن عضَّة هذه الأخيرة كانت أضعف، لكن جمجمتها مع ذلك قادرةٌ على تحمُّل ضغطٍ أكبر، ممَّا سمح لها بجرّ وقتل فرائس أكبر حجماً من تلك التي كانت الببور التسمانية قادرةً عليها. كما أنَّ مرونة الببور التسمانية من ناحية الغذاء كانت أقل بكثير، من هذه الكلاب القارتة. مع ذلك، من الواضح أن بيئات هذين الحيوانين تداخلت بدرجةٍ كبيرة، إذ اكتشفت أحافير الببور التسمانية في مناطق قريبةٍ جداً من مناطق تواجد الكلاب الأسترالية حالياً. لعلَّ تبني سكان أستراليا البشر الأوائل للكلاب الأسترالية كرفيقة صيد، زاد بدرجةٍ كبيرة الضغط الواقع على الببور التسمانية.
أُجريت دراسة في سنة 2010 لفحص كيفية انقراض الببور التسمانية في جنوب غربي أستراليا أثناء نهاية العصر الرباعي. بحسب هذه الدراسة، فقدت أستراليا خلال هذه الحقبة نحو 90% من أشكال الحياة البريَّة عليها، مع استثناءاتٍ قليلة من أبرزها الكناغر والنمور التسمانية. وهكذا، تظهر هذه النتائج أن البشر كانوا بدون شكٍّ أحد العوامل الكبرى في انقراض العديد من أشكال الحياة على أستراليا. لكن بالحقيقة، لم تنقرض الببور التسمانية حتى تغيّر نقل البشر معهم أمراضاً من حيث أتوا، انتقلت عدواها إلى الببور التسمانية وقادتها إلى الانقراض. كما وقد فحصت دراسة أخرى نشرت سنة 2012 التنوع الوراثي لهذه الحيوانات قبيل انقراضها، وأظهرت نتائج الدراسة أن الببور التسمانية الأخيرة التي عاشت على أستراليا كانت محدودة التنوع الوراثي، بعد التهديدات الكبيرة التي واجهتها من منافسة الكلاب الأسترالية. وقد حقَّقت دراسة نشرت سنة 2003 في علاقة الكلاب الأسترالية بانقراض النمور التسمانية والشيطان التسماني والدجاج التسماني الأصلي، وارتباط ذلك كلِّه بوصول البشر الأوائل. توصلت الدراسة إلى وجود علاقة تنافسٍ واضحةٍ بين الكلاب الأسترالية والببور والشياطين التسمانية، ممَّا كان سبباً في تقلُّص أعداد الببور التسمانية كثيراً، ومع أنَّ وصول البشر لاحقاً واستئناسهم الكلاب الأسترالية جعل الأمور أكثر سوءاً لهذه الحيوانات، إلا أنَّ السبب الرئيسي في انقراض الببور التسمانية بأستراليا يبقى -حسب الدراسة- تنافسها مع الكلاب الأسترالية وحده.
تقترح بعض الدراسات أنَّ الأمراض والأوبئة كانت سبباً أساسياً في انقراض الببور التسمانية، فهناك العديد من الأدلة التي توحي أن الأوبئة أدت دوراً كبيراً في إنقاص أعداد هذه الحيوانات، وقد كان هذا العامل ذاته مسؤولاً عن انقراض آخر ببرٍ تسماني في حديقة حيوانات هوبارت مساء السابع من سبتمبر سنة 1936. كما تقترح دراساتٌ أنه لو لم يكن السبب في انقراض الببور التسمانية وباءً، فكان في أحسن الأحوال لن يحدث وفي أسوئها سيتأخر كثيراً. فقد كان من الممكن إنقاذ هذه الحيوانات قبل انقراضها مع تبدُّل الرأي العام حولها، وانتشار برامج الإكثار في الأسر. إلا أنَّ الأوبئة التي انتشرت أثرت أثراً بالغاً على طول حياة الببر التسماني ونجاة جرائها، وقد عمَّت المنطقة بسرعةٍ بالغة.
تظهر الرسوم على صخور متنزه كاكادو الوطني بوضوحٍ أن البشر الأوائل اصطادوا الببور التسمانية.

### الانقراض في تسمانيا

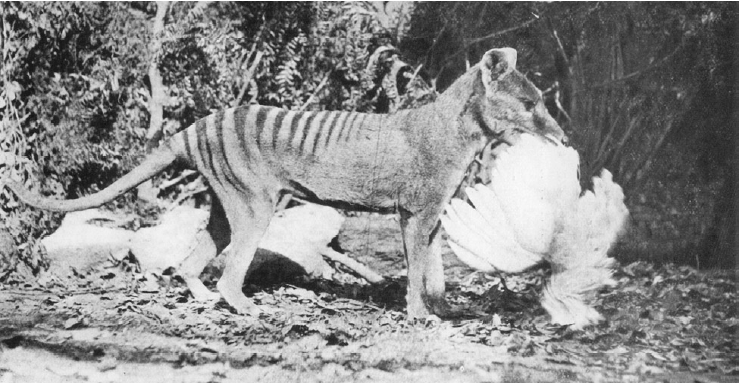
صورة من سنة 1921 التقطها هنري برل لببر تسماني يحمل دجاجة بين فكيه، وقد وُزِّعت هذه الصورة على نطاقٍ واسع، وقد تكون ساعدت بدرجة كبيرة في نشر سمعة الحيوان كمهاجم لدواجن المزارعين.
بحقيقة الأمر هذه الصورة مقصوصة لإخفاء سياج وخشبة عرض، حيث أظهرت تحليلات الباحثين أنَّه بالحقيقة مجسَّم مخصص لعرض الببر التسماني.

### الببر الأخير ومحاولات البحث
سُمِّي آخر ببر تسماني عاشَ في الأسر «بنجامين» (رغم أنَّه لم يؤكد جنسه بشكلٍ قاطع قط)، إذ أمسك به رجل يدعى إلياس تشرشل في وادي فلورنتين سنة 1933، وأرسل من بعد ذلك إلى حديقة حيوان هوبارت، حيث قضى ثلاث سنوات قبل موته. اقترح اسم بنجامين رجل زعم أنه كان عاملاً في الحديقة يدعى فرانك داربي، وقد نشر هذا الاسم بناءً على أقواله في صحيفة أسترالية بشهر مايو سنة 1968، وانتشر منذ ذلك الحين. رغم ذلك، لا يوجد أيُّ توثيق يدل على أن الببر التسماني الأخير حظي بأي اسمٍ قط، وقد نفى مدير الحديقة في ذلك الآن ومحاميها وجود مثل هذا الاسم، بل ونفيا حتى أن فرانك داربي عمل طوال حياته في الحديقة. يبدو أيضاً أن مزاعم فرانك داربي هي مصدر فكرة أن آخر ببر تسماني كان ذكراً، رغم أن صوره الباقية توحي بأنه كان أنثى. مات هذا الببر التسماني في 7 سبتمبر سنة 1936، ويذهب الاعتقاد السائد إلى أنَّ سبب وفاته كان إهمال العاملين في الحديقة، حيث أقفلوا عليه الباب قبل أن يدخل موقع نومه المحميّ، فتعرَّض لطقسٍ تسماني شديدٍ نادر الحدوث: وهو حرارة بالغة خلال النهار وبردٌ لدرجة التجمُّد خلال الليل. صوَّر عالم الأحياء ديفيد فلي سنة 1933 فلماً متحرِّكاً مدته 62 بالأبيض والأسود للببر التسماني الأخير، يظهره الفلم وهو يمشي للأمام والخلف ويدور في قفصه. منذ 7 سبتمبر سنة 1996 وأستراليا تحتفي سنوياً بـيوم النوع المهدد الوطني، في ذكرى وفاة آخر ببرٍ تسماني معروف بالعالم.

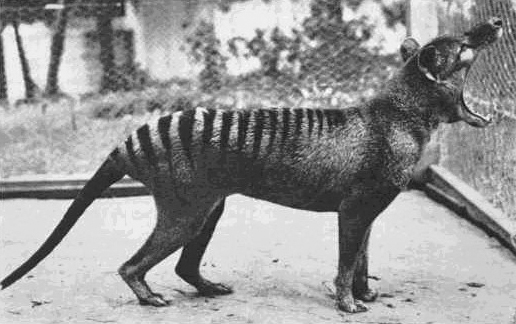
آخر ببر تسماني معروف، صُوِّر في حديقة حيوان بيوماريس سنة 1933. لا يظهر العضو الذكري للحيوان في هذه الصورة أو أي صورة أخرى باقية للحيوان، ممَّا يوحي بأنه بالحقيقة أنثى، رغم أن التأكد من الأمر شبه مستحيلٍ لإمكانية اختفاء العضو داخل جراب الحيوان.

رغم أن بعض جمعيات حماية الحياة البرية حاولت الضغط لتوفير حمايةٍ حكومية لهذه الحيوانات منذ سنة 1901 (على خلفية إيجاد علماء الأحياء صعوبةً بالعثور على أفرادٍ منها لعرضها في حدائق الحيوانات البريطانية)، إلا أنَّ الظروف السياسية حالت دون توفير أي حماية حقيقية حتى سنة 1936. لم تعلن الحكومة التسمانية هذه الحماية الرسمية حتى تاريخ 10 يوليو من تلك السنة، أي قبل 59 يوماً فحسب من موت آخر ببر تسماني معروف في العالم.
أجريت مهام بحثٍ عديدة عن هذه الحيوانات في تسمانيا خلال ستينيات القرن العشرين، بعد موت «بنجامين»، وأوحت بعض الدلائل خلالها بأنَّ ثمة إمكانية عالية بنجاة بعضها وبقائها في بعض أجزاء الجزيرة. فقد عثر أثناء بعثات استكشافية في شمال غربي تسمانيا على آثار أقدامٍ قد تعود لببر تسماني، كما وقد سمعت أصوات مماثلة لنداءات الببور التسمانية، فضلاً عن شهودٍ كثيرين قالوا أنهم رأوا هذه الحيوانات حول مدن وبراري تسمانيا. لكن ورغم مهام البحث الكثيرة، لم يعثر قط على دليلٍ حاسمٍ يثبت أنَّ الببور التسمانية لا زالت موجودة في مكانٍ ما بالبرية. قام عالم الأحياء الأسترالي جيريمي غريفيث بين سنتي 1967 و1973 بمشروع يعتبر أكبر محاولة بحثٍ عن الببور التسمانية طُبِّقت في التاريخ، فقد أجرى مسوحاتٍ شاملة على سواحل تسمانيا الغربية، ووضع كامرات تصوير في أنحاء البرية، وحلَّل مشاهدات العيان المزعومة للحيوانات، بل وأسَّس في سنة 1972 فريق البحث عن الببر التسماني بالتعاون مع بوب براون، إلا أنَّ هذا البحث كلَّه انتهى بعدم العثور على أي دليلٍ حقيقي يثبت أن هذه الحيوانات لا زالت حيَّة.
إلا أنَّ بعض مشاريع البحث لا زالت قائمةً رغم ذلك. عادة ما تكون هذه المشاريع عبارةً عن جهود فرديَّة، يقودها ويموِّلها ذاتياً هواة لديهم أسبابهم المختلفة. فعلى سبيل المثال، بعض هؤلاء الباحثين هم «مؤمنون»، يؤمنون إيماناً قاطعاً بأن الببور التسمانية لا زالت على قيد الحياة، ويحاولون العثور على دليلٍ يثبت ذلك. بينما لدى البعض الآخر نظرة أكثر عمليَّة إلى المسألة، فهم يأملون بالعثور على أثر يثبت أن هذه الحيوانات لا زالت حية، رغم إقرارهم بأن الدلائل ترجِّح انقراضها النهائي. من هذا المنطلق، فإنَّ أفراد مجموعة المؤمنين يميلون للتحيز باتجاه إثبات وجود هذه الحيوانات ويتحيَّزون حلال أي دلائل ممكنة على بقائها، بينما يسعى الآخرون المتشككون لإيجاد دلائل قويَّة ومتماسكة علمياً. من المعتاد أن تتلقَّى جماعات البحث هذه إشارات لآثار أقدام حيوانات غريبة من عامة الناس -يعتقدون أنها تعود لببور تسمانية- لفحصها ودراستها، كما أنَّها ترحّب بتلقي المعلومات عن أي مشاهدات عيانٍ حديثة أو قديمة لهذه الحيوانات.
كان يُصنَّف الببر التسماني على أنه نوع مهدَّدٌ بالانقراض حتى ثمانينيات القرن العشرين، إذ إن العادات المُتَّبعة في ذلك الحين كانت تفرض عدم إعلان انقراض أي نوعٍ من الكائنات الحية قبل مرور 50 سنة على الأقل على آخر مشاهدة موثوقة مسجَّلة له. بعد عدم العثور على أي دليلٍ واضح على بقاء هذه الحيوانات منذ موت آخر فردٍ معروف منها في ثلاثينيات القرن العشرين، أعلن الاتحاد العالمي للحفاظ على الطبيعة رسمياً أنها باتت نوعاً منقرضاً في سنة 1982، بينما انتظرت الحكومة التسمانية لسنة 1986 حتى أعلنت النتيجة ذاتها. أما اتفاقية سايتس لتجارة الأنواع المهددة بالانقراض فهي تستعمل تعريفاً أقلَّ حسماً، هو أنه «نوع قد يكون منقرضاً».

### المشاهدات غير المؤكدة

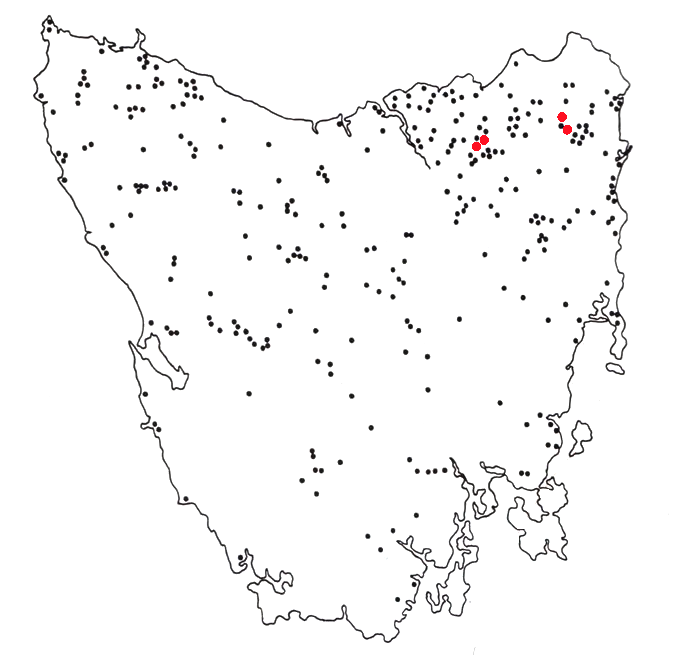
خريطة تظهر مواقع مشاهدة النوع في جزيرة تسمانيا بين سنتي 1936 و1980. يشير اللون الأسود إلى مشاهدة واحدة، والأحمر إلى 5 مشاهدات.

بحسب اتحاد الحيوانات النادرة الأسترالي، ثمَّة 3,800 حالة مسجَّلة شوهدت فيها الببور التسمانية منذ انقراض آخر فرد معروفٍ منها في سنة 1936، كما وقد سجَّلت جمعيات أخرى أرقاماً أقل، مثل مركز البحث عن الحيوانات الغامضة الذي سجل 138 حالة حتى سنة 1998، وقسم صيانة الأرض والحياة البرية الذي سجل 65 حالة خلال المدة ذاتها. كما ثمَّة العديد من الباحثين المستقلين الذين لديهم توثيقاتهم الخاصة، فقد سجل بك وجون إمبرغ 360 مشاهدة في جزيرة تسمانيا بل و269 مشاهدة على أستراليا نفسها (رغم أنه يُفترض انقراض الببر التسماني منذ زمنٍ طويل هناك). على أستراليا، عادةً ما يتم تسجيل معظم المشاهدات في جنوب إقليم فكتوريا.

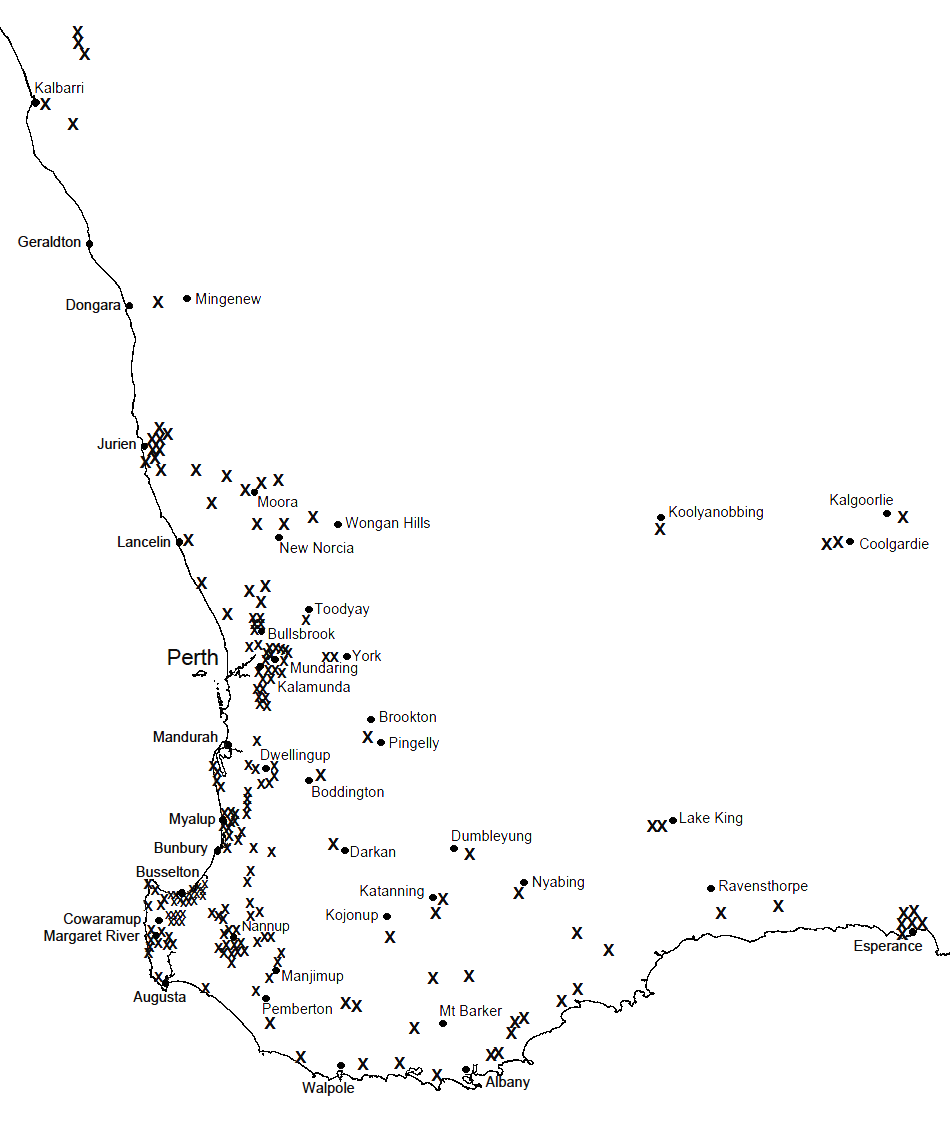
خريطة للمشاهدات المسجَّلة في جنوب غربي أستراليا.

حازت بعض مشاهدات الببر التسماني على شهرةٍ غير عادية. ففي سنة 1973، التقط المصوِّران غاري ولز دويل فلم 8 مم لحيوان مجهول يقطع شارعاً في جنوب أستراليا، إلا أنَّ جودة المقطع المتدنية جعلت التأكد من هوية الحيوان -الذي زُعِمَ أنه ببر تسماني- أمراً مستحيلاً. في سنة 1982، رأى باحث في خدمة المتنزهات والحياة البرية التسمانية -يدعى هانز ناردينغ- ما يعتقد أنه ببر تسماني، حيث شاهده يتجوَّل مدة 3 دقائق في مكانٍ بالقرب من نهر آرثر شمال غربي تسمانيا. بُنِي على هذه المشاهدة مشروع بحثٍ كبير موَّلته الحكومة لمدة سنة كاملة، لكن دون أن يعود بأيَّة نتيجة. في سنة 1985، نشر الباحث كيفن كاميرون 5 صورٍ تظهر كائناً -زعم أنه ببر تسماني- يحفر جحراً في برية غرب أستراليا. في شهر يناير سنة 1995، بلَّغ مسؤول حياة برية عن مشاهدة ببر في شمال شرق تسمانيا بساعات الصباح الباكر، إلا أنَّ مهام بحثٍ عديدة أجريت في المنطقة ذاتها لاحقاً ولم يُعثر على شيء. أُبلغ في سنة 1997 عن أنَّ السكان المحليين قرب جبل بونتشاك جايا في غربيّ بابوا غينيا الجديدة رأوا ببوراً تسمانية، وأنهم كانوا يرونها لسنواتٍ طويلة، رغم أنهم لم يحرروا بلاغاً رسمياً. في شهر فبراير سنة 2005، التقط سائح ألماني يدعى كلوس إميرخس صوراً رقمية لما زعم أنه ببر تسماني رآه قرب متنزه بحيرة سينت كلير الوطني، إلا أنَّ الصور مغبشة وسيئة الجودة بحيث أنَّه لم تُوثق من صحتها قط. نشرت الصور في شهر أبريل سنة 2006، بعد أربعة عشر شهراً على الحادثة. ادعى بعض من درس الصور -التي لا يظهر فيها، إلا ما يبدو أنه ظهر الحيوان- أنها دليلٌ حاسم على بقاء الببر التسماني في البرية. بما أنَّ انقراض الببر التسماني من عدمه لا زال أمراً غير مؤكَّد تماماً بعد، فإنَّه يعد أحياناً مخلوقاً خفياً.

### الجوائز
في سنة 1983، عرض الإعلامي الأمريكي المعروف تد تيرنر جائزة قدرها 100,000$ لأي شخصٍ يقدّم دليلاً حاسماً على بقاء الببر التسماني. إلا أنَّ بعض المعلومات اللاحقة تفيد بأنَّ الجائزة أُلغيت.
في شهر مارس سنة 2005، عرضت مجلة The Bulletin الأسترالية -بمناسبة ذكرى تأسيسها رقم 125- جائزة بمبلغ 1.25 مليون دولار أمريكي لأي شخصٍ يمسك ببراً تسمانياً على قيد الحياة، انتهى العرض في شهر يونيو من العام ذاته دون أي نتيجة. كما وقد قدم مسؤول السياحة التسماني ستوارت مالكوم عرضاً شبيهاً بمبلغ 1.75 مليون دولارٍ لمن يمسك بببر تسماني. رغم ذلك، فإنَّ إمساك هذه الحيوانات وفق القانون التسماني الآن غير مسموح انطلاقاً من تشريعات حماية الحياة البرية، وهكذا فإنَّ الجوائز التي تطالب بإمساك الحيوان لن تُقدَّم لأحد قط، لأن الإمساك به غير قانوني بالمقام الأول.

## البحث الحديث
تحفظ حالياً سجلات عن جميع عينات الببور التسمانية الباقية -والتي تعود الكثير منها إلى مجموعات أوروبية قديمة- في مشروع بحثي كبير يُسمَّى قاعدة بيانات عينات الببر التسماني العالمية (International Thylacine Specimen Database).
بدأ المتحف الأسترالي في مدينة سيدني سنة 1999 مشروعاً لعمل استنساخ عن الببر التسماني، يُحيي هذه الكائنات من جديد. كان الهدف استعمال مواد وراثية من عينات للببر التسماني جمعت أثناء مطلع القرن العشرين، واستنتساخ حيواناتٍ جديدة منها لإحياء النوع مرة أخرى. إلا أنَّ العديد من العلماء يعتقدون أنَّ هذا المشروع غير مجدٍ، وأنه بالحقيقة محض واجهة لاجتذاب اهتمام الإعلام والصحافة لا أنَّه مبني على أسس علمية. تعرَّض رئيس المشروع -مايك آرتشر- لانتقاداتٍ لاذعة من عدد من العلماء. في نهاية سنة 2002، تمكَّن الباحثون من تحقيق بعض النجاح في استخراج حمض نووي من عينات الببر التسماني القديمة. لكن سرعان ما أعلن المتحف في شهر فبراير سنة 2005 عن إلغاء المشروع، إذ أظهرت التجارب المتكرّرة بجلاءٍ أن الحمض النووي الذي استخرج كان سيئاً جداً ليبنى أي شيءٍ عليه. رغم ذلك وبعد ثلاثة شهور من هذا الإعلان، قال مايك آرتشر -عميد كلية العلوم في جامعة نيو ساوث ويلز بحينه- أنَّه سيعاد إطلاق المشروع بالتعاون مع عدد من الجامعات والمعاهد البحثية المهتمَّة.
في سنة 2008، أفادَ الباحثون أندرو ج. باسك وماريلين ب. رنفيري من جامعة ملبورن ورتشارد ب. برهنغر من جامعة تكساس، أوستن بتمكُّنهم من استرجاع جين وراثي بوظائفه الكاملة، أخذوه من أنسجة محنَّطة بالإثانول لببر تسماني عمره 100 سنة. عزَّزت هذه النتيجة آمال الباحثين بإعادة الببر التسماني إلى الحياة يوماً ما عبر جيناته. في السنة ذاتها، نجحت مجموعة بحثية أخرى بترتيب التسلسل الكامل لجينٍ متقدري للببر التسماني من عينيتين محفوظتين بالمتحف الأسترالي، وقد يعني هذا النجاح أنه من الممكن إيجاد التسلسل الوراثي لجزيئات الببر التسماني كلها عبر العينات المتوفرة حالياً.

## في الثقافة الشعبية

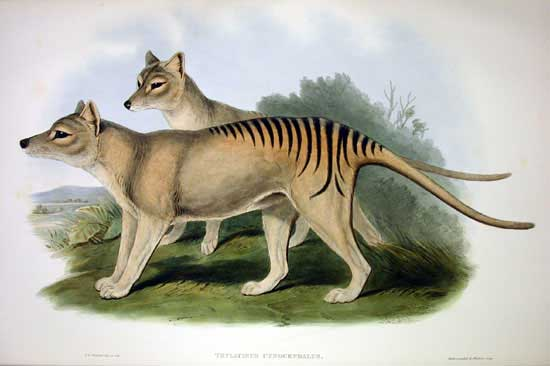
رسم لعالم الأحياء جون غولد يعد أفضل الرسوم التي وصلت إلينا لهذه الحيوانات.

أفضل الرسومات الباقية إلى الآن لهذا الحيوان مدوَّنة في كتاب جون غولد عن ثدييات أستراليا الذي ألَّفه بين سنتي 1845 و1863، وهي أكثر صور الببر التسماني انتشاراً منذ إصدار الكتاب. نشرت حكومة تمسانيا إصدارة معدَّلة عن الرسومات نفسها لتصبح أحادية اللون سنة 1934، كما وقد نسخها وتناقلها العديد من المؤلفين.

شعار النبالة التسماني، يظهر على جانبيه ببران تسمانيَّان.

يستعمل هذا الكائن على نطاقٍ واسع رمزاً وطنياً لجزيرة تاسمانيا. فهو يمثّل جزءاً رئيسياً من شعار النبالة التسماني، كما وأنه يظهر في الشعارات الرسمية لهيئة السياحة التسمانية ومدينة لونسستون. يظهر الحيوان أيضاً صولجان احتفالات جامعة تسمانيا، وعلى لوحات السيارات في العديد من أنحاء تسمانيا.